# 파트리치아 야네치코바

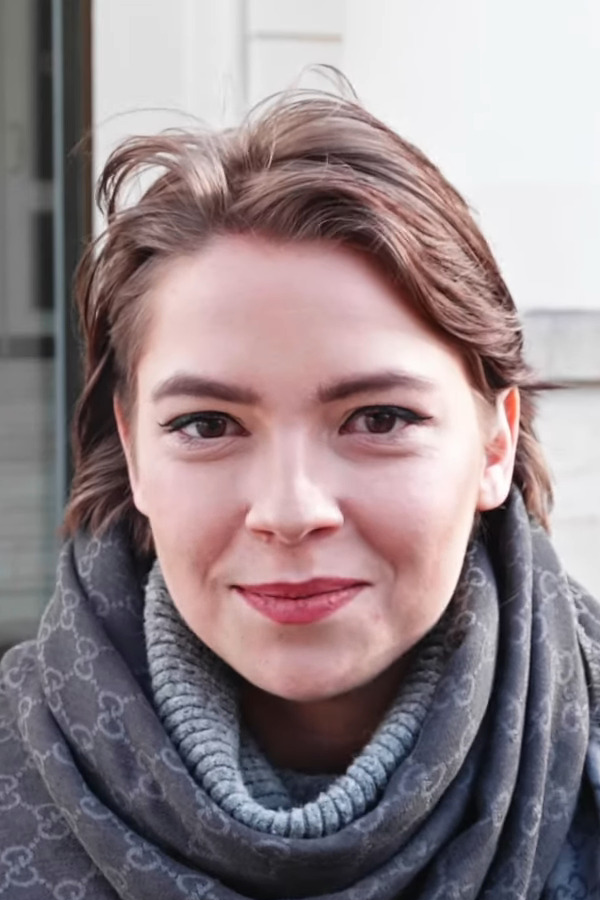
2022년 모습

파트리치아 야네치코바(슬로바키아어: Patricia Janečková, 본명: 파트리치아 부르다 야네치코바(Patricia Burda Janečková), 1998년 6월 18일 ~ 2023년 10월 1일)는 슬로바키아의 체코인 콜로라투라 소프라노였다. 12세의 어린 나이에 그녀는 2010년 11월 체코-슬로바키아 TV 쇼 탤런트마니아(Talentmania)에서 우승했으며 우승 직후 CNN TV 방송을 통해 국제적인 인지도를 얻었다.

## 어린 시절
야네치코바는 독일 뮌히베르크(Münchberg)에서 슬로바키아인 부모 사이에서 태어났다. 얼마 지나지 않아 그녀의 가족은 체코 오스트라바로 이사했다. 그녀는 4살 때부터 노래를 부르기 시작했다. 초등학교를 졸업한 후 그녀는 오스트라바의 야나체크 음악원에서 성악을 공부하기 시작했다.

## 사생활
야네치코바는 2022년 2월 10일에 자신의 인스타그램 계정을 통해 자신이 유방암 진단을 받았으며 결정되지 않은 기간 동안 경력을 중단할 것이라고 발표했다. 성공적인 치료의 초기 징후에도 불구하고 야네치코바는 2023년 10월 1일에 체코 오스트라바에서 향년 25세를 일기로 사망했다.

## 음반
- Patricia Janečková (Bellevoice Produktion, 2011)
- Christmas Album – with Vilém Veverka (Supraphon, 2022)[1]